# 원발불명암
원발불명암(Cancer of unknown primary origin, CUP) 또는 원발부위불명암은 진단 당시 전이기로 판단되었으나 원발성 종양을 확인할 수 없는 암이다. 원발불명암의 진단에는 전이성 질환과 일치하는 임상 사진과 종양 암과 일치하지 않는 하나 이상의 생검 결과가 필요하다.
CUP는 침습성 암 진단을 받은 모든 사람의 약 3~5%에서 발견되며 대부분(80~85%)의 상황에서 예후가 좋지 않는다. 그러나 나머지 15~20%의 환자는 적절한 치료를 받으면 비교적 오래 생존한다.